# Itsuo Takanezawa
Itsuo Takanezawa (jap. 高根沢 威夫, Takanezawa Itsuo; * 5. August 1951 in der Präfektur Tochigi) ist ein ehemaliger japanischer Stabhochspringer.
Bei den Olympischen Spielen 1976 in Montreal wurde er Achter und beim Leichtathletik-Weltcup 1977 in Düsseldorf Fünfter.
1979 siegte er bei den Leichtathletik-Asienmeisterschaften und wurde beim Leichtathletik-Weltcup in Montreal erneut Fünfter.
1975 und 1976 wurde er Japanischer Meister. Seine persönliche Bestleistung von 5,42 m stellte er am 27. Oktober 1976 in Saga auf.